# Wereldkampioenschappen zwemmen 2015
De wereldkampioenschappen zwemmen 2015 werden van 2 tot en met 9 augustus 2015 gehouden in Kazan, Rusland. Het toernooi was integraal onderdeel van de wereldkampioenschappen zwemsporten 2015.
Nieuw op het programma was de gemengde estafettes 4×100 meter vrije slag en 4×100 meter wisselslag

## Kwalificatie
Net als in 2013 heeft de FINA kwalificatietijden opgesteld voor deelname aan de wereldkampioenschappen. Een land mag twee deelnemers per afstand afvaardigen wanneer beiden voldaan hebben aan de A-limiet en één deelnemer wanneer die minstens had voldaan aan de B-limiet. Landen waarvan geen enkele zwemmer of zwemster aan de limieten heeft voldaan mochten per sekse twee deelnemers inschrijven. Een land kon per estafette maximaal één estafetteploeg inschrijven. Limieten moeten worden gezwommen in de periode 1 juli 2014 tot en met 1 juli 2015.
| Discipline       | Mannen   | Mannen   | Vrouwen  | Vrouwen  |
| Discipline       | A-limiet | B-limiet | A-limiet | B-limiet |
| ---------------- | -------- | -------- | -------- | -------- |
| 50m vrije slag   | 22,25    | 23,03    | 25,23    | 26,11    |
| 100m vrije slag  | 49,34    | 51,12    | 55,05    | 56,98    |
| 200m vrije slag  | 1.48,13  | 1.52,16  | 1.58,93  | 2.03,09  |
| 400m vrije slag  | 3.50,83  | 3.58,95  | 4.12,47  | 4.21,31  |
| 800m vrije slag  | 7.57,69  | 8.14,41  | 8.35,99  | 8.54,05  |
| 1500m vrije slag | 15.13,98 | 15.45,97 | 16.33,61 | 17.08,39 |
| 50m rugslag      | 25,05    | 26,41    | 28,41    | 29,60    |
| 100m rugslag     | 54,72    | 56,64    | 1.01,25  | 1.03,39  |
| 200m rugslag     | 1.59,19  | 2.03,36  | 2.12,14  | 2.16,76  |
| 50m schoolslag   | 27,52    | 28,55    | 31,13    | 32,60    |
| 100m schoolslag  | 1.00,44  | 1.02,56  | 1.08,36  | 1.10,75  |
| 200m schoolslag  | 2.11,71  | 2.16,32  | 2.28,12  | 2.33,30  |
| 50m vlinderslag  | 23,48    | 24,35    | 26,26    | 27,47    |
| 100m vlinderslag | 52,52    | 54,36    | 59,04    | 1.01,25  |
| 200m vlinderslag | 1.57,37  | 2.01,48  | 2.11,14  | 2.15,73  |
| 200m wisselslag  | 1.59,99  | 2.04,19  | 2.13,98  | 2.18,67  |
| 400m wisselslag  | 4.19,21  | 4.28,28  | 4.44,50  | 4.54,46  |

## Programma
| S | Series | HF | Halve finales | Goud | Finale |

| Ochtendsessie | 09:30 (Lokale tijd) 08:30 (MEZT) | Avondsessie | 17:30 Lokale tijd 16:30 (MEZT) |

Mannen
| Onderdeel         | Augustus | Augustus | Augustus | Augustus | Augustus | Augustus | Augustus | Augustus | Augustus | Augustus | Augustus | Augustus | Augustus | Augustus | Augustus | Augustus |
| Onderdeel         | 2        | 2        | 3        | 3        | 4        | 4        | 5        | 5        | 6        | 6        | 7        | 7        | 8        | 8        | 9        | 9        |
| ----------------- | -------- | -------- | -------- | -------- | -------- | -------- | -------- | -------- | -------- | -------- | -------- | -------- | -------- | -------- | -------- | -------- |
| 50m vrije slag    |          |          |          |          |          |          |          |          |          |          | S        | HF       |          | Goud     |          |          |
| 100m vrije slag   |          |          |          |          |          |          | S        | HF       |          | Goud     |          |          |          |          |          |          |
| 200m vrije slag   |          |          | S        | HF       |          | Goud     |          |          |          |          |          |          |          |          |          |          |
| 400m vrije slag   | S        | Goud     |          |          |          |          |          |          |          |          |          |          |          |          |          |          |
| 800m vrije slag   |          |          |          |          | S        |          |          | Goud     |          |          |          |          |          |          |          |          |
| 1500m vrije slag  |          |          |          |          |          |          |          |          |          |          |          |          | S        |          |          | Goud     |
| 50m rugslag       |          |          |          |          |          |          |          |          |          |          |          |          | S        | HF       |          | Goud     |
| 100m rugslag      |          |          | S        | HF       |          | Goud     |          |          |          |          |          |          |          |          |          |          |
| 200m rugslag      |          |          |          |          |          |          |          |          | S        | HF       |          | Goud     |          |          |          |          |
| 50m schoolslag    |          |          |          |          | S        | HF       |          | Goud     |          |          |          |          |          |          |          |          |
| 100m schoolslag   | S        | HF       |          | Goud     |          |          |          |          |          |          |          |          |          |          |          |          |
| 200m schoolslag   |          |          |          |          |          |          |          |          | S        | HF       |          | Goud     |          |          |          |          |
| 50m vlinderslag   | S        | HF       |          | Goud     |          |          |          |          |          |          |          |          |          |          |          |          |
| 100m vlinderslag  |          |          |          |          |          |          |          |          |          |          | S        | HF       |          | Goud     |          |          |
| 200m vlinderslag  |          |          |          |          | S        | HF       |          | Goud     |          |          |          |          |          |          |          |          |
| 200m wisselslag   |          |          |          |          |          |          | S        | HF       |          | Goud     |          |          |          |          |          |          |
| 400m wisselslag   |          |          |          |          |          |          |          |          |          |          |          |          |          |          | S        | Goud     |
| 4×100m vrije slag | S        | Goud     |          |          |          |          |          |          |          |          |          |          |          |          |          |          |
| 4×200m vrije slag |          |          |          |          |          |          |          |          |          |          | S        | Goud     |          |          |          |          |
| 4×100m wisselslag |          |          |          |          |          |          |          |          |          |          |          |          |          |          | S        | Goud     |
| Totaal            | 2        | 2        | 2        | 2        | 2        | 2        | 3        | 3        | 2        | 2        | 3        | 3        | 2        | 2        | 4        | 4        |

Gemengd
| Onderdeel         | Augustus | Augustus | Augustus | Augustus | Augustus | Augustus | Augustus | Augustus | Augustus | Augustus | Augustus | Augustus | Augustus | Augustus | Augustus | Augustus |
| Onderdeel         | 2        | 2        | 3        | 3        | 4        | 4        | 5        | 5        | 6        | 6        | 7        | 7        | 8        | 8        | 9        | 9        |
| ----------------- | -------- | -------- | -------- | -------- | -------- | -------- | -------- | -------- | -------- | -------- | -------- | -------- | -------- | -------- | -------- | -------- |
| 4×100m vrije slag |          |          |          |          |          |          |          |          |          |          |          |          | S        | Goud     |          |          |
| 4×100m wisselslag |          |          |          |          |          |          | S        | Goud     |          |          |          |          |          |          |          |          |
| Totaal            |          |          |          |          |          |          | 1        | 1        |          |          |          |          | 1        | 1        |          |          |

Vrouwen
| Onderdeel         | Augustus | Augustus | Augustus | Augustus | Augustus | Augustus | Augustus | Augustus | Augustus | Augustus | Augustus | Augustus | Augustus | Augustus | Augustus | Augustus |
| Onderdeel         | 2        | 2        | 3        | 3        | 4        | 4        | 5        | 5        | 6        | 6        | 7        | 7        | 8        | 8        | 9        | 9        |
| ----------------- | -------- | -------- | -------- | -------- | -------- | -------- | -------- | -------- | -------- | -------- | -------- | -------- | -------- | -------- | -------- | -------- |
| 50m vrije slag    |          |          |          |          |          |          |          |          |          |          |          |          | S        | HF       |          | Goud     |
| 100m vrije slag   |          |          |          |          |          |          |          |          | S        | HF       |          | Goud     |          |          |          |          |
| 200m vrije slag   |          |          |          |          | S        | HF       |          | Goud     |          |          |          |          |          |          |          |          |
| 400m vrije slag   | S        | Goud     |          |          |          |          |          |          |          |          |          |          |          |          |          |          |
| 800m vrije slag   |          |          |          |          |          |          |          |          |          |          | S        |          |          | Goud     |          |          |
| 1500m vrije slag  |          |          | S        |          |          | Goud     |          |          |          |          |          |          |          |          |          |          |
| 50m rugslag       |          |          |          |          |          |          | S        | HF       |          | Goud     |          |          |          |          |          |          |
| 100m rugslag      |          |          | S        | HF       |          | Goud     |          |          |          |          |          |          |          |          |          |          |
| 200m rugslag      |          |          |          |          |          |          |          |          |          |          | S        | HF       |          | Goud     |          |          |
| 50m schoolslag    |          |          |          |          |          |          |          |          |          |          |          |          | S        | HF       |          | Goud     |
| 100m schoolslag   |          |          | S        | HF       |          | Goud     |          |          |          |          |          |          |          |          |          |          |
| 200m schoolslag   |          |          |          |          |          |          |          |          | S        | HF       |          | Goud     |          |          |          |          |
| 50m vlinderslag   |          |          |          |          |          |          |          |          |          |          | S        | HF       |          | Goud     |          |          |
| 100m vlinderslag  | S        | HF       |          | Goud     |          |          |          |          |          |          |          |          |          |          |          |          |
| 200m vlinderslag  |          |          |          |          |          |          | S        | HF       |          | Goud     |          |          |          |          |          |          |
| 200m wisselslag   | S        | HF       |          | Goud     |          |          |          |          |          |          |          |          |          |          |          |          |
| 400m wisselslag   |          |          |          |          |          |          |          |          |          |          |          |          |          |          | S        | Goud     |
| 4×100m vrije slag | S        | Goud     |          |          |          |          |          |          |          |          |          |          |          |          |          |          |
| 4×200m vrije slag |          |          |          |          |          |          |          |          | S        | Goud     |          |          |          |          |          |          |
| 4×100m wisselslag |          |          |          |          |          |          |          |          |          |          |          |          |          |          | S        | Goud     |
| Totaal            | 2        | 2        | 2        | 2        | 3        | 3        | 1        | 1        | 3        | 3        | 2        | 2        | 3        | 3        | 4        | 4        |

## Medailles
Legenda
- WR = Wereldrecord
- CR = Kampioenschapsrecord

### Mannen
| Onderdeel            | Goud | Goud     | Zilver                                                                                         | Zilver   | Brons                                                                                             | Brons    |
| -------------------- | --- | -------- | ---------------------------------------------------------------------------------------------- | -------- | ------------------------------------------------------------------------------------------------- | -------- |
| Vrije slag           | |          |                                                                                                |          |                                                                                                   |          |
| 50 m                 | Florent Manaudou Frankrijk                                                                                               | 21,19    | Nathan Adrian Verenigde Staten                                                                 | 21,52    | Bruno Fratus Brazilië                                                                             | 21,55    |
| 100 m                | Ning Zetao China | 47,84    | Cameron McEvoy Australië                                                                       | 47,95    | Federico Grabich Argentinië                                                                       | 48,12    |
| 200 m                | James Guy Verenigd Koninkrijk                                                                                            | 1.45,14  | Sun Yang China                                                                                 | 1.45,20  | Paul Biedermann Duitsland                                                                         | 1.45,38  |
| 400 m                | Sun Yang China | 3.42,58  | James Guy Verenigd Koninkrijk                                                                  | 3.43,75  | Ryan Cochrane Canada                                                                              | 3.44,59  |
| 800 m                | Sun Yang China | 7.39,96  | Gregorio Paltrinieri Italië                                                                    | 7.40,81  | Mack Horton Australië                                                                             | 7.44,02  |
| 1500 m               | Gregorio Paltrinieri Italië                                                                                              | 14.39,67 | Connor Jaeger Verenigde Staten                                                                 | 14.41,20 | Ryan Cochrane Canada                                                                              | 14.51,08 |
| Rugslag              | |          |                                                                                                |          |                                                                                                   |          |
| 50 m                 | Camille Lacourt Frankrijk                                                                                                | 24,23    | Matt Grevers Verenigde Staten                                                                  | 24,61    | Ben Treffers Australië                                                                            | 24,69    |
| 100 m                | Mitch Larkin Australië                                                                                                   | 52,40    | Camille Lacourt Frankrijk                                                                      | 52,48    | Matt Grevers Verenigde Staten                                                                     | 52,66    |
| 200 m                | Mitch Larkin Australië                                                                                                   | 1.53,58  | Radosław Kawęcki Polen                                                                         | 1.54,55  | Jevgeni Rylov Rusland                                                                             | 1.54,60  |
| Schoolslag           | |          |                                                                                                |          |                                                                                                   |          |
| 50 m                 | Adam Peaty Verenigd Koninkrijk                                                                                           | 26,51    | Cameron van der Burgh Zuid-Afrika                                                              | 26,66    | Kevin Cordes Verenigde Staten                                                                     | 26,86    |
| 100 m                | Adam Peaty Verenigd Koninkrijk                                                                                           | 58,52    | Cameron van der Burgh Zuid-Afrika                                                              | 58,59    | Ross Murdoch Verenigd Koninkrijk                                                                  | 59,09    |
| 200 m                | Marco Koch Duitsland | 2.07,76  | Kevin Cordes Verenigde Staten                                                                  | 2.08,05  | Dániel Gyurta Hongarije                                                                           | 2.08,10  |
| Vlinderslag          | |          |                                                                                                |          |                                                                                                   |          |
| 50 m                 | Florent Manaudou Frankrijk                                                                                               | 22,97    | Nicholas Santos Brazilië                                                                       | 23,09    | László Cseh Hongarije                                                                             | 23,15    |
| 50 m                 | Florent Manaudou Frankrijk                                                                                               | 22,97    | Nicholas Santos Brazilië                                                                       | 23,09    | Konrad Czerniak Polen                                                                             | 23,15    |
| 100 m                | Chad le Clos Zuid-Afrika                                                                                                 | 50,56    | László Cseh Hongarije                                                                          | 50,87    | Joseph Schooling Singapore                                                                        | 50,96    |
| 200 m                | László Cseh Hongarije | 1.53,48  | Chad le Clos Zuid-Afrika                                                                       | 1.53,68  | Jan Świtkowski Polen                                                                              | 1.54,10  |
| Wisselslag           | |          |                                                                                                |          |                                                                                                   |          |
| 200 m                | Ryan Lochte Verenigde Staten                                                                                             | 1.55,81  | Thiago Pereira Brazilië                                                                        | 1.56,65  | Wang Shun China                                                                                   | 1.56,81  |
| 400 m                | Daiya Seto Japan | 4.08,50  | Dávid Verrasztó Hongarije                                                                      | 4.09,90  | Chase Kalisz Verenigde Staten                                                                     | 4.10,05  |
| Vrije slag estafette | |          |                                                                                                |          |                                                                                                   |          |
| 4x100 m              | Frankrijk Mehdy Metella Florent Manaudou Fabien Gilot Jérémy Stravius Lorys Bourelly Clément Mignon                      | 3.10,74  | Rusland Andrej Gretsjin Nikita Lobintsev Vladimir Morozov Aleksandr Soechoroekov Danila Izotov | 3.11,19  | Italië Luca Dotto Marco Orsi Michele Santucci Filippo Magnini                                     | 3.12,53  |
| 4x200 m              | Verenigd Koninkrijk Daniel Wallace Robert Renwick Calum Jarvis James Guy Nicholas Grainger Duncan Scott                  | 7.04,33  | Verenigde Staten Ryan Lochte Conor Dwyer Reed Malone Michael Weiss Michael Klueh               | 7.04,75  | Australië Cameron McEvoy David McKeon Daniel Smith Thomas Fraser-Holmes Grant Hackett Kurt Herzog | 7.05,34  |
| Wisselslagestafette  | |          |                                                                                                |          |                                                                                                   |          |
| 4x100 m              | Verenigde Staten Ryan Murphy Kevin Cordes Thomas Shields Nathan Adrian Matt Grevers Cody Miller Tim Phillips Ryan Lochte | 3.29,93  | Australië Mitch Larkin Jake Packard Jayden Hadler Cameron McEvoy David Morgan Kyle Chalmers    | 3.30,08  | Frankrijk Camille Lacourt Giacomo Perez-Dortona Mehdy Metella Fabien Gilot                        | 3.30,50  |

### Vrouwen
| Onderdeel            | Goud | Goud        | Zilver                                                                             | Zilver   | Brons | Brons    |
| -------------------- | --- | ----------- | ---------------------------------------------------------------------------------- | -------- | --- | -------- |
| Vrije slag           | |             |                                                                                    |          | |          |
| 50 m                 | Bronte Campbell Australië                                                                                                | 24,12       | Ranomi Kromowidjojo Nederland                                                      | 24,22    | Sarah Sjostrom | 24,31    |
| 100 m                | Bronte Campbell Australië                                                                                                | 52,52       | Sarah Sjöström Zweden                                                              | 52,70    | Cate Campbell Australië | 52,82    |
| 200 m                | Katie Ledecky Verenigde Staten                                                                                           | 1.55,16     | Federica Pellegrini Italië                                                         | 1.55,32  | Missy Franklin Verenigde Staten                                                                                              | 1.55,49  |
| 400 m                | Katie Ledecky Verenigde Staten                                                                                           | 3.59,13 CR  | Sharon van Rouwendaal Nederland                                                    | 4.03,02  | Jessica Ashwood Australië | 4.03,34  |
| 800 m                | Katie Ledecky Verenigde Staten                                                                                           | 8.07,39 WR  | Lauren Boyle Nieuw-Zeeland                                                         | 8.17,65  | Jazmin Carlin Verenigd Koninkrijk                                                                                            | 8.18,15  |
| 1500 m               | Katie Ledecky Verenigde Staten                                                                                           | 15.25,48 WR | Lauren Boyle Nieuw-Zeeland                                                         | 15.40,14 | Boglárka Kapás Hongarije | 15.47,09 |
| Rugslag              | |             |                                                                                    |          | |          |
| 50 m                 | Fu Yuanhui China | 27,11       | Etiene Medeiros Brazilië                                                           | 27,26    | Liu Xiang China | 27,58    |
| 100 m                | Emily Seebohm Australië                                                                                                  | 58,26       | Madison Wilson Australië                                                           | 58,75    | Mie Nielsen Denemarken | 58,86    |
| 200 m                | Emily Seebohm Australië                                                                                                  | 2.05,81     | Missy Franklin Verenigde Staten                                                    | 2.06,34  | Katinka Hosszú Hongarije | 2.06,84  |
| Schoolslag           | |             |                                                                                    |          | |          |
| 50 m                 | Jennie Johansson Zweden                                                                                                  | 30,05       | Alia Atkinson Jamaica                                                              | 30,11    | Joelia Jefimova Rusland | 30,13    |
| 100 m                | Joelia Jefimova Rusland                                                                                                  | 1.05,66     | Rūta Meilutytė Litouwen                                                            | 1.06,36  | Alia Atkinson Jamaica | 1.06,42  |
| 200 m                | Kanako Watanabe Japan | 2.21,15     | Micah Lawrence Verenigde Staten                                                    | 2.22,44  | Jessica Vall Spanje | 2.22,76  |
| 200 m                | Kanako Watanabe Japan | 2.21,15     | Micah Lawrence Verenigde Staten                                                    | 2.22,44  | Rikke Møller Pedersen Denemarken                                                                                             | 2.22,76  |
| 200 m                | Kanako Watanabe Japan | 2.21,15     | Micah Lawrence Verenigde Staten                                                    | 2.22,44  | Shi Jinglin China | 2.22,76  |
| Vlinderslag          | |             |                                                                                    |          | |          |
| 50 m                 | Sarah Sjöström Zweden | 24,96 CR    | Jeanette Ottesen Denemarken                                                        | 25,34    | Lu Ying China | 25,37    |
| 100 m                | Sarah Sjöström Zweden | 55,64 WR    | Jeanette Ottesen Denemarken                                                        | 57,05    | Lu Ying China | 57,48    |
| 200 m                | Natsumi Hoshi Japan | 2.05,56     | Cammile Adams Verenigde Staten                                                     | 2.06,40  | Zhang Yufei China | 2.06,51  |
| Wisselslag           | |             |                                                                                    |          | |          |
| 200 m                | Katinka Hosszú Hongarije                                                                                                 | 2.06,12 WR  | Kanako Watanabe Japan                                                              | 2.08,45  | Siobhan-Marie O'Connor Verenigd Koninkrijk                                                                                   | 2.08,77  |
| 400 m                | Katinka Hosszú Hongarije                                                                                                 | 4.30,39     | Madeline Dirado Verenigde Staten                                                   | 4.31,71  | Emily Overholt Canada | 4.32,52  |
| Vrije slag estafette | |             |                                                                                    |          | |          |
| 4x100 m              | Australië Emily Seebohm Emma McKeon Bronte Campbell Cate Campbell Bronte Barratt Madison Wilson Melanie Wright           | 3.31,48 CR  | Nederland Ranomi Kromowidjojo Maud van der Meer Marrit Steenbergen Femke Heemskerk | 3.33,67  | Verenigde Staten Missy Franklin Margo Geer Lia Neal Simone Manuel Shannon Vreeland Abbey Weitzeil                            | 3.34,61  |
| 4x200 m              | Verenigde Staten Missy Franklin Leah Smith Katie McLaughlin Katie Ledecky Chelsea Chenault Cierra Runge Shannon Vreeland | 7.45,37     | Italië Alice Mizzau Erica Musso Chiara Masini Luccetti Federica Pellegrini         | 7.48,41  | China Qiu Yuhan Guo Junjun Zhang Yufei Shen Duo Shao Yiwen Zhang Yuhan                                                       | 7.49,10  |
| Wisselslagestafette  | |             |                                                                                    |          | |          |
| 4x100 m              | China Fu Yuanhui Shi Jinglin Lu Ying Shen Duo Qiu Yuhan                                                                  | 3.54,41     | Zweden Michelle Coleman Jennie Johansson Sarah Sjöström Louise Hansson             | 3.55,24  | Australië Emily Seebohm Taylor McKeown Emma McKeon Bronte Campbell Madison Wilson Lorna Tonks Madeline Groves Melanie Wright | 3.55,56  |

### Gemengd
| Onderdeel            | Goud | Goud       | Zilver | Zilver  | Brons                                                                                               | Brons   |
| -------------------- | --- | ---------- | --- | ------- | --------------------------------------------------------------------------------------------------- | ------- |
| Vrije slag estafette | |            | |         | |         |
| 4x100 m              | Verenigde Staten Ryan Lochte Nathan Adrian Simone Manuel Missy Franklin Conor Dwyer Margo Geer Abbey Weitzeil           | 3.23,05 WR | Nederland Sebastiaan Verschuren Joost Reijns Ranomi Kromowidjojo Femke Heemskerk Kyle Stolk Marrit Steenbergen | 3.23,10 | Canada Santo Condorelli Yuri Kisil Chantal van Landeghem Sandrine Mainville Karl Krug Victoria Poon | 3.23,59 |
| Wisselslagestafette  | |            | |         | |         |
| 4x100 m              | Verenigd Koninkrijk Chris Walker-Hebborn Adam Peaty Siobhan-Marie O'Connor Francesca Halsall Ross Murdoch Rachael Kelly | 3.41,71    | Verenigde Staten Ryan Murphy Kevin Cordes Katie McLaughlin Margo Geer Kendyl Stewart Lia Neal                  | 3.43,27 | Duitsland Jan-Philip Glania Hendrik Feldwehr Alexandra Wenk Annika Bruhn                            | 3.44,13 |

## Medailleklassement
| Plaats | Land                | Goud | Zilver | Brons | Totaal |
| 1      | Verenigde Staten    | 8    | 10     | 5     | 23     |
| 2      | Australië           | 7    | 3      | 6     | 16     |
| 3      | China               | 5    | 1      | 7     | 13     |
| 4      | Verenigd Koninkrijk | 5    | 1      | 3     | 9      |
| 5      | Frankrijk           | 4    | 1      | 1     | 6      |
| 6      | Hongarije           | 3    | 2      | 4     | 9      |
| 7      | Zweden              | 3    | 2      | 1     | 6      |
| 8      | Japan               | 3    | 1      | 0     | 4      |
| 9      | Italië              | 1    | 3      | 1     | 4      |
| 10     | Zuid-Afrika         | 1    | 3      | 0     | 4      |
| 11     | Rusland             | 1    | 1      | 1     | 3      |
| 12     | Duitsland           | 1    | 0      | 2     | 3      |
| 13     | Nederland           | 0    | 4      | 0     | 4      |
| 14     | Brazilië            | 0    | 3      | 1     | 4      |
| 15     | Denemarken          | 0    | 2      | 2     | 4      |
| 16     | Nieuw-Zeeland       | 0    | 2      | 0     | 2      |
| 17     | Polen               | 0    | 1      | 2     | 3      |
| 18     | Jamaica             | 0    | 1      | 1     | 2      |
| 19     | Litouwen            | 0    | 1      | 0     | 1      |
| 20     | Canada              | 0    | 0      | 4     | 4      |
| 21     | Argentinië          | 0    | 0      | 1     | 1      |
| 21     | Singapore           | 0    | 0      | 1     | 1      |
| 21     | Spanje              | 0    | 0      | 1     | 1      |
| Totaal | Totaal              | 42   | 42     | 45    | 129    |